# Pawlik Morozow
Pawlik Morozow, właściwie Pawieł Trofimowicz Morozow (ros. Павел Трофимович (Павлик) Морозов; ur. 14 listopada 1918 we wsi Gierasimowka w guberni tobolskiej, zm. 3 września 1932 tamże) – chłopiec z RFSRR, uznawany w oficjalnej propagandzie radzieckiej za patrona ruchu pionierskiego i wzór do naśladowania dla dzieci. Po jego śmierci, w okresie stalinizmu powstawały o nim piosenki, wiersze, książki, sztuki teatralne, a nawet opera symfoniczna. Od czasu upadku ZSRR w 1991, historycy kwestionują biografię Pawlika Morozowa, wskazując na odgórną ingerencję władzy w oficjalny przekaz. W dzisiejszej Rosji nie jest powszechnie postrzegany jako bohater.

## Oficjalna wersja
Według kolportowanej wersji oficjalnej był organizatorem pierwszego oddziału pionierskiego we wsi Gierasimowka w guberni tobolskiej za Uralem, który pomagał komunistom w organizowaniu kołchozu i skupie zboża. Przypadkowo dowiadując się o spisku kułaków, do którego należał także jego ojciec, zdemaskował plany spiskowców. Z tego powodu dziadek – kułak miał zabić Pawlika i jego młodszego brata. Wersja ta była wykorzystywana propagandowo w okresie tzw. walki z kułactwem i forsowania kolektywizacji na początku lat 30.

## Inne wersje

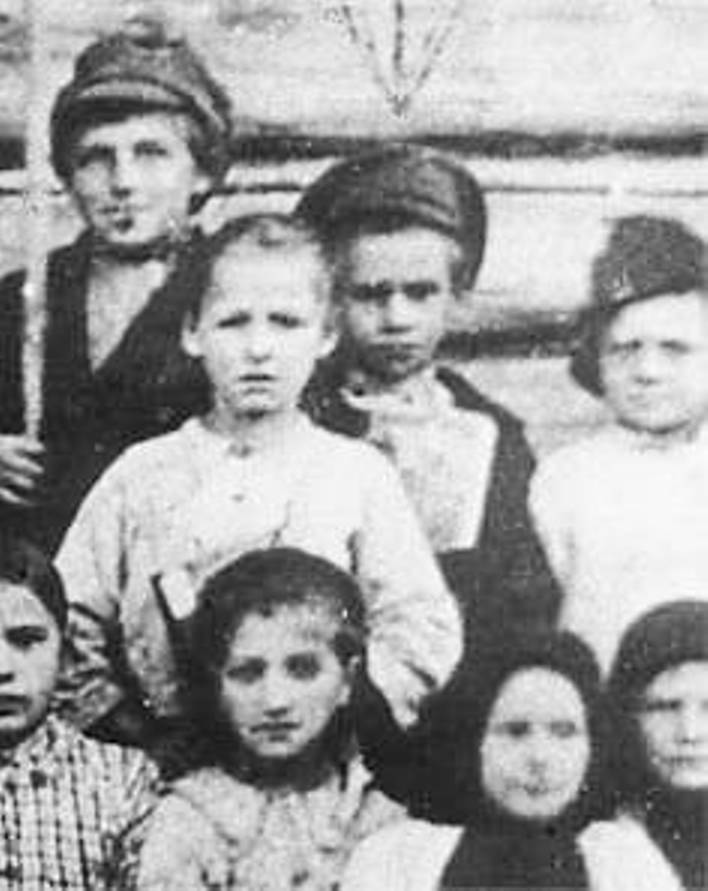
Pawlik Morozow (z tyłu, w środku) na jedynym zachowanym zdjęciu

Oprócz wersji oficjalnej krążyło wiele nieoficjalnych wersji czynu Pawlika Morozowa. Po upadku ZSRR opublikowano wiele alternatywnych historii o Pawliku Morozowie.
Według dziennikarza i literata Jurija Drużnikowa Pawlik nigdy nie należał do organizacji pionierskiej, gdyż taka za jego życia w Gierasimowce nie istniała. Doniósł na ojca nie ze względów ideowych, lecz osobistych. Namówiła go do tego matka, by zemścić się na mężu, który ją porzucił. Ojciec pomagał uciekinierom z łagrów, dając im czyste blankiety dokumentów tożsamości do wypełnienia. Skłócony z ojcem Pawlik wskazał miejsce, w którym ojciec ukrywał blankiety. Gdy ojca aresztowano, okazało się, że matka nie jest w stanie samodzielnie utrzymać Pawlika i jego brata. Wtedy Pawlik za pieniądze zaczął donosić, gdzie chłopi chowają zboże. Pewnego dnia chłopiec i młodszy brat zostali zamordowani, a spośród pięćdziesięciu trzech głównych uczestników wydarzeń związanych z zabójstwem dzieci i powstaniem legendy o Pawliku Morozowie, dziewiętnastu zabito, dwóch najprawdopodobniej otruto, dwudziestu jeden aresztowano na podstawie donosów politycznych, trzech zachorowało psychicznie. Drużnikow nie przedstawił jednak dokumentów na poparcie swojej wersji.
Według niektórych wersji nie ma żadnych dowodów na donosy autorstwa chłopca, a cały konflikt i jego zabójstwo miały charakter wyłącznie rodzinnej tragedii. Są to jednak spekulacje niepoparte jak dotąd świadectwami źródłowymi, podobnie zresztą, jak i wersja oficjalnej propagandy.

## Wykorzystanie w propagandzie
Celem stalinowskiej propagandy było propagowanie postawy donosicielstwa i niszczenie więzi rodzinnych (ostatniej ostoi sprzeciwu wobec totalitarnej władzy partii bolszewików). Idolizacja Pawlika miała oznaczać, że nowy sowiecki człowiek zawsze stawia dobro państwa sowieckiego nad więziami społecznymi i rodzinnymi. Denuncjator Pawlik Morozow został symbolem Pionierów – oficjalnym wzorem do naśladowania dla sowieckich dzieci. Opisywano go w podręcznikach, stawiano mu pomniki, pisano o nim poematy, sztuki, pieśni, symfonie, nawet operę. Morozowa uwieczniano na znaczkach pocztowych i etykietkach pudełek od zapałek.
Isaak Babel napisał scenariusz, na podstawie którego film o chłopcu kręcił Siergiej Eisenstein. Film ten nosił nazwę Łąki bieżyńskie. Nakręcono 2/3 filmu, który zaginął w archiwach Mosfilmu. Odnaleziony w latach 60., został częściowo odtworzony.

## Literatura
Podobny epizod denuncjacji własnego ojca przez dziecko opisał George Orwell w książce Rok 1984.